# Vladimír Naxera
Vladimír Naxera (* 1986) je český politolog, publicista a vysokoškolský pedagog.

## Kariéra
Působí na Fakultě filozofické Západočeské univerzity v Plzni, kde vyučuje na Katedře politologie a mezinárodních vztahů. V rámci své odborné činnosti se zaměřuje na problematiku společnosti a politické situace v době postkomunismu či na politické systémy a stav demokracie ve Střední Evropě. V roce 2021 se habilitoval na Fakultě sociálních věd Univerzity Karlovy s habilitační prací s titulem Od kritiky postsocialistické privatizace po nástup protikorupčních hnutí.
Je autorem několika odborných publikací, například titulů Globální vládnutí: vybrané problémy, Literární a filmové dystopie pohledem politické vědy či Korupce v komunistickém režimu a v průběhu postkomunistické transformace: Studie korupčních, klientelistických a patronážních jevů. V souvislosti se svým odborným zaměřením byl hostem v různých médiích.